# アラナ・ハイム
アラナ・マイカル・ハイム（Alana Mychal Haim, 1991年1月15日 - ）は、アメリカ合衆国のミュージシャン、女優である。姉のエスティとダニエルと共にポップ・ロックバンドのハイムのメンバーとして活動し、主にピアノ、ギター、ヴォーカルを担当している。2020年にバンドは3枚目のアルバム『ウーマン・イン・ミュージック Part III』により、グラミー賞年間最優秀アルバム賞にノミネートされた。
2021年に彼女はポール・トーマス・アンダーソンのコメディドラマ映画『リコリス・ピザ』に出演し、ゴールデングローブ賞ミュージカル・コメディ映画主演女優賞や英国アカデミー賞主演女優賞にノミネートされた。

## 生い立ち
アラナ・ハイムは1991年12月15日にロサンゼルスのユダヤ系の家庭に生まれた。父のモルデカイ・"モティ"・ハイムはイスラエル生まれの元プロサッカー選手であり、1980年にアメリカに移住した。母のドナ・ローズ（Donna Rose）は、フィラデルフィア出身の元小学校美術教師である。アラナの父方の祖母はブルガリア出身である。姉のエスティ（1986年生）とダニエル（1989年生）がいる。
彼女はサンフェルナンド・バレーで音楽一家の中で育った。父は合唱団のドラマー、母はフォークシンガーであり、1970年代には『ザ・ゴングショー』に出場して優勝した。両親は幼い娘たちに様々な音楽を教え、アラナは4歳のときにパーカッションを始めた。成長するにつれ、姉妹は両親が所有するクラシック・ロックやアメリカーナのレコードを聴くように勧められたが。彼女たちは90年代のR&Bも独自に好むようになった。家族は最終的にロッキンハイムというバンドを結成し、2000年にロサンゼルスのキャンターズ・デリでモティがドラム、ドナがヴォーカルを務めて初のロックコンサートを開催した。彼らは以降10年間、主に地元のフェアや募金活動で数ヶ月毎に70年代や80年代のロックのカバーを演奏した。
彼女はロサンゼルス郡立芸術高等学校に通い、2010年に卒業した。その後、彼女はロサンゼルス・バレー・カレッジに短期間通ったが、音楽活動への専念のため中退した。

## キャリア

### ハイム

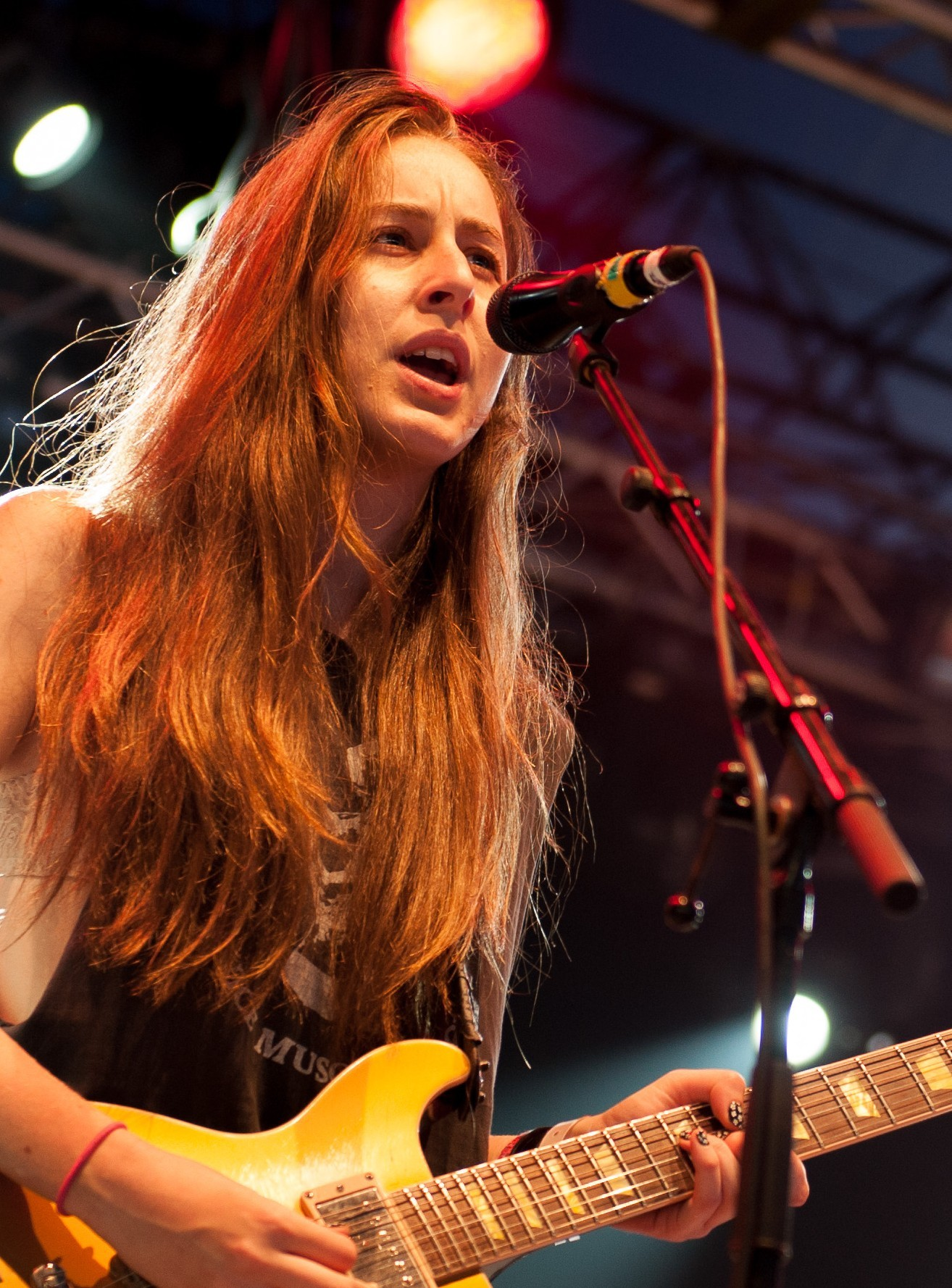
演奏するアラナ・ハイム（2013年）

2007年、アラナは2人の姉たちともにハイムを結成し、2012年にEP『Forever』を発表した。彼女らは多くの音楽フェスティバルに出演し、そのうちの1つでアーティストでミュージシャンのジェイ・Zの目に留まり、2012年に彼が創設したばかりのレーベルであるロック・ネイションと契約した。アラナは2012年末にはコロムビア・レコードと契約し、ジェイ・Zのメイド・イン・アメリカ・フェスティバルに参加した。2013年9月にハイムは初のスタジオ・アルバム『デイズ・アー・ゴーン』を発表した。このアルバムは商業的に成功を抑め、彼女たちは『サタデー・ナイト・ライブ』で音楽ゲストとしての出演を果たした。2017年にハイムは2枚目のスタジオ・アルバム『サムシング・トゥ・テル・ユー』を発表した。2020年6月に彼女たちは3枚目のアルバム『ウーマン・イン・ミュージック Part III』を発表し、これは第63回グラミー賞で年間最優秀アルバム賞にノミネートされ、またさらにシングル「ザ・ステップス」がロック・パフォーマンス賞にノミネートされた。『ウーマン・イン・ミュージック Part III』は、『ガーディアン』、『NPR』、『ピッチフォーク』、『ステレオガム』などで年間最優秀アルバムの1つに選ばれた。

### 女優業
アラナはポール・トーマス・アンダーソン監督による2021年の長編映画『リコリス・ピザ』で女優デビューした。アンダーソンは以前にもハイムのミュージック・ビデオ数本や『サムシング・トゥ・テル・ユー』のメイキングに関する短編ドキュメンタリーを監督していた。『リコリス・ピザ』は1973年を舞台とした作品であり、彼女はアンダーソンの仕事仲間だったフィリップ・シーモア・ホフマンの息子のクーパー・ホフマンと共演した。『ロサンゼルス・タイムズ』紙でこの映画を評したジャスティン・チャンは、アラナを「この騒々しくおおらかな映画のスターであり、その存在意義」と呼んだ。『ハリウッド・リポーター』のデヴィッド・ルーニーは彼女の演技を「完全に形成された映画スターの到来をルゲル、白熱した存在感」と称賛した。この演技により彼女は、ゴールデングローブ賞ミュージカル・コメディ映画主演女優賞、英国アカデミー賞主演女優賞、クリティクス・チョイス・ムービー・アワード主演女優賞にノミネートされた。

## 私生活
彼女はロサンゼルス在住である。

## フィルモグラフィ

### 映画
| 年   | タイトル                                                  | 役             | 備考                   |
| ---- | --------------------------------------------------------- | -------------- | ---------------------- |
| 2017 | Haim: Behind the Music                                    | Herself        | ドキュメンタリー       |
| 2021 | リコリス・ピザ Licorice Pizza                             | アラナ・ケイン |                        |
| 2025 | The Mastermind                                            | Terri Mooney   |                        |
| 2025 | ワン・バトル・アフター・アナザー One Battle After Another | TBA            | ポストプロダクション中 |
| TBA  | The Drama                                                 | TBA            | ポストプロダクション中 |

### テレビ
| 年   | タイトル                                  | 役      | 備考                   |
| ---- | ----------------------------------------- | ------- | ---------------------- |
| 2015 | Documentary Now!                          | Herself | 計2回出演              |
| 2019 | The Unauthorized Bash Brothers Experience | Val Gal | バラエティ・スペシャル |

## 受賞とノミネート
| 年   | 賞                                             | 部門                                                                  | 候補作         | 結果       | 参照          |
| ---- | ---------------------------------------------- | --------------------------------------------------------------------- | -------------- | ---------- | ------------- |
| 2021 | アトランタ映画批評家協会                       | 主演女優賞                                                            | リコリス・ピザ | 受賞       | [ 31 ]        |
| 2021 | ボストン映画批評家協会                         | 主演女優賞                                                            | リコリス・ピザ | 受賞       |               |
| 2021 | シカゴ映画批評家協会                           | 主演女優賞                                                            | リコリス・ピザ | ノミネート | [ 32 ]        |
| 2021 | シカゴ映画批評家協会                           | 約束された俳優賞                                                      | リコリス・ピザ | 受賞       | [ 32 ]        |
| 2021 | デトロイト映画批評家協会                       | 主演女優賞                                                            | リコリス・ピザ | ノミネート | [ 33 ]        |
| 2021 | デトロイト映画批評家協会                       | ブレイクスルー演技賞                                                  | リコリス・ピザ | ノミネート | [ 33 ]        |
| 2021 | フロリダ映画批評家協会                         | 主演女優賞                                                            | リコリス・ピザ | 受賞       | [ 34 ]        |
| 2021 | グレーターウエスタンニューヨーク映画批評家協会 | ブレイクスルー演技賞                                                  | リコリス・ピザ | ノミネート | [ 35 ]        |
| 2021 | インディアナ映画ジャーナリスト協会             | 主演女優賞                                                            | リコリス・ピザ | ノミネート | [ 36 ]        |
| 2021 | インディアナ映画ジャーナリスト協会             | ブレイクアウト賞                                                      | リコリス・ピザ | ノミネート | [ 36 ]        |
| 2021 | インディーワイア批評家投票                     | 演技賞                                                                | リコリス・ピザ | 5位        | [ 37 ]        |
| 2021 | ナショナル・ボード・オブ・レビュー             | ブレイクスルー演技賞                                                  | リコリス・ピザ | 受賞       |               |
| 2021 | オンライン女性映画批評家協会                   | ブレイクスルー演技賞                                                  | リコリス・ピザ | ノミネート | [ 38 ]        |
| 2021 | フェニックス批評家協会                         | 主演女優賞                                                            | リコリス・ピザ | ノミネート | [ 39 ]        |
| 2021 | フェニックス映画批評家協会                     | ブレイクスルー演技賞                                                  | リコリス・ピザ | 受賞       | [ 40 ]        |
| 2021 | ポートランド批評家協会                         | 主演女優賞                                                            | リコリス・ピザ | ノミネート | [ 41 ]        |
| 2021 | サウスイースタン映画批評家協会                 | 主演女優賞                                                            | リコリス・ピザ | 次点       | [ 42 ]        |
| 2022 | 女性映画ジャーナリスト同盟                     | EDA女性フォーカス賞女性ブレイクスルー演技賞                           | リコリス・ピザ | ノミネート | [ 43 ]        |
| 2022 | 女性映画ジャーナリスト同盟                     | EDA特別賞最も違和感のある年齢差の恋人賞                               | リコリス・ピザ | ノミネート | [ 43 ]        |
| 2022 | オースティン映画批評家協会                     | 主演女優賞                                                            | リコリス・ピザ | ノミネート | [ 44 ] [ 45 ] |
| 2022 | オースティン映画批評家協会                     | ロバート・R・"ボビー"・マッカーディ記念ブレイクスルー・アーティスト賞 | リコリス・ピザ | 受賞       | [ 44 ] [ 45 ] |
| 2022 | 英国アカデミー賞                               | 主演女優賞                                                            | リコリス・ピザ | ノミネート | [ 46 ]        |
| 2022 | シカゴインディ批評家                           | 主演女優賞                                                            | リコリス・ピザ | ノミネート | [ 47 ] [ 48 ] |
| 2022 | コロンバス映画批評家                           | 主演女優賞                                                            | リコリス・ピザ | 受賞       | [ 49 ]        |
| 2022 | コロンバス映画批評家                           | ブレイクスルー映画アーティスト賞                                      | リコリス・ピザ | 受賞       | [ 49 ]        |
| 2022 | セントラルフロリダ批評家協会                   | 主演女優賞                                                            | リコリス・ピザ | 次点       | [ 50 ]        |
| 2022 | クリティクス・チョイス・アワード               | 主演女優賞                                                            | リコリス・ピザ | ノミネート |               |
| 2022 | デンバー映画批評家協会                         | 主演女優賞                                                            | リコリス・ピザ | ノミネート | [ 51 ]        |
| 2022 | ディスカッシング映画批評家賞                   | デビュー演技賞                                                        | リコリス・ピザ | 次点       | [ 52 ]        |
| 2022 | ジョージア映画批評家協会                       | 主演女優賞                                                            | リコリス・ピザ | 受賞       | [ 53 ]        |
| 2022 | ジョージア映画批評家協会                       | ブレイクスルー賞                                                      | リコリス・ピザ | 受賞       | [ 53 ]        |
| 2022 | ゴールデングローブ賞                           | 映画主演女優賞 (ミュージカル・コメディ)                               | リコリス・ピザ | ノミネート |               |
| 2022 | ヒューストン映画批評家協会                     | 主演女優賞                                                            | リコリス・ピザ | ノミネート |               |
| 2022 | 国際フィネフィル協会                           | ブレイクスルー演技賞                                                  | リコリス・ピザ | 次点       | [ 54 ]        |
| 2022 | ミネソタ映画批評家連盟                         | 主演女優賞                                                            | リコリス・ピザ | 次点       | [ 55 ]        |
| 2022 | ミュージックシティ映画批評家協会               | 主演女優賞                                                            | リコリス・ピザ | ノミネート | [ 56 ]        |
| 2022 | 全米映画批評家協会                             | 主演女優賞                                                            | リコリス・ピザ | 3位        | [ 57 ]        |
| 2022 | 2022年NME賞                                    | 映画俳優賞                                                            | リコリス・ピザ | 受賞       | [ 58 ]        |
| 2022 | ノースカロライナ映画批評家協会                 | 主演女優賞                                                            | リコリス・ピザ | ノミネート | [ 59 ]        |
| 2022 | ノースカロライナ映画批評家協会                 | ブレイクスルー演技賞                                                  | リコリス・ピザ | 受賞       | [ 59 ]        |
| 2022 | オクラホマ映画評論家協会                       | 主演女優賞                                                            | リコリス・ピザ | 受賞       | [ 60 ]        |
| 2022 | オンライン映画・テレビ協会                     | ブレイクスルー女性演技賞                                              | リコリス・ピザ | 受賞       | [ 61 ]        |
| 2022 | オンライン映画批評家協会                       | 主演女優賞                                                            | リコリス・ピザ | ノミネート | [ 62 ]        |
| 2022 | サンディエゴ映画批評家協会                     | ブレイクスルー・アーティスト賞                                        | リコリス・ピザ | ノミネート |               |
| 2022 | サテライト賞                                   | 映画主演女優賞 (ミュージカル・コメディ)                               | リコリス・ピザ | 受賞       |               |
| 2022 | シアトル映画批評家協会                         | 主演女優賞                                                            | リコリス・ピザ | ノミネート | [ 63 ]        |